# Diastylis quadriplicata
Diastylis quadriplicata är en kräftdjursart som beskrevs av Watling och McCann 1996. Diastylis quadriplicata ingår i släktet Diastylis och familjen Diastylidae.
Artens utbredningsområde är Oregon. Inga underarter finns listade i Catalogue of Life.